# 第一代悉尼子爵托马斯·汤森
第一代悉尼子爵托马斯·汤森（英語：Thomas Townshend, 1st Viscount Sydney，1733年2月24日—1800年6月30日），英国18世纪政治家。位於加拿大新斯科舍省的悉尼以及澳洲新南威爾士州的悉尼都因是向他至敬而以其封地命名。

## 生平
湯森於1754年進入下議院，曾先後擔任軍務大臣、下議院領袖、内政大臣。1783年3月6日，獲冊封為悉尼男爵，封地為位於奇斯爾赫斯特的悉尼。其後曾成為贸易委员会主席、上議院領袖。1789年，獲擢升為悉尼子爵。